# Fritz Kaijser
Fritz Richard Kaijser, född 7 februari 1868 i Karlstad, död 16 februari 1960 i Oscars församling, Stockholm, var en svensk lasarettsläkare och politiker (högern).

## Biografi
Kaijser var son till Lorentz Kaijser och Beata Krook. Efter mogenhetsexamen 1886 i Karlstad blev han 1890 medicine kandidat vid Uppsala universitet, 1894 medicine licentiat vid Karolinska Institutet i Stockholm och efter disputation där 1897 medicine doktor vid Uppsala universitet samma år. Efter förordnanden bland annat i kirurgi vid Serafimerlasarettet 1895–1897 var han tillförordnad lasarettsläkare i Sundsvall 1897–1898 och lasarettsläkare i Härnösand 1898–1933. Han var ledamot av stadsfullmäktige i Härnösands stad 1905–1942 (ordförande från 1920), av Västernorrlands läns landsting 1911–1938 samt ledamot av dess förvaltningsutskott 1917–1926 och 1931–1936 (vice ordförande 1919–1926). Han var ledamot av lärarlönekommittén 1920–1923, av styrelsen för Ostkustbanan 1920–1933 och av styrelsen för Härnösand–Sollefteå Järnväg 1919–1932 samt var ledamot eller ordförande i flera andra nämnder och styrelser. Han innehade även förtroendeposter i olika läkarsammanslutningar och var medlem av flera vetenskapliga medicinska sällskap. Han utgav ett trettiotal skrifter av huvudsakligen kirurgiskt innehåll.
Kaijser var riksdagsledamot 1915–1917 samt 1921 i andra kammaren för Ångermanlands södra valkrets. Han var ledamot av första kammaren vid 1919 års lagtima riksdag, invald i Västernorrlands läns valkrets.
Kaijser var gift med Anna Charlotta Helena Lovén (1870–1947), och var far till Helena Johanna Kaijser (1898–1907), Christian Kaijser (1900–1962), Rolf Kaijser (1903–1980), Fritz Kaijser (1908–1983), Erland Kaijser (1910–1976) och Olof Kaijser (1914–2002). Makarna Kaijser är begravda på Härnösands gamla kyrkogård.